# Diego Anido
Diego Anido Alonso, (Santiago de Compostela, 8 de mayo de 1976) es dramaturgo y actor de cine español especialmente conocido por su trabajo en As bestas (2022) y La infiltrada (2024). Ha sido ganador del Premio Mestre Mateo al mejor actor de reparto por su papel en Malencolía, y nominado a los Premios Goya por As bestas (2022).

## Trayectoria
Inició su carrera profesional en el teatro en su Compostela natal y estudió interpretación en el colegio Espazo Aberto. Durante su juventud también se dedicó a la música, siendo parte de las bandas Hemisferio Izquierdo y Taxi Driver. En 2004 presentó la primera obra teatral de su autoría, titulada Paperboy que él mismo interpretó.  Luego se trasladó a Barcelona, donde residió durante varios años. Allí estrenó su segunda obra personal, El Alemán, y fue uno de los creadores del Grupo Señor Serrano. Formó parte de la plataforma de creación Àrea Tangent, de donde salió su tercer trabajo: Cascuda . Colaboró con el Centro Dramático Gallego y en 2017 regresó definitivamente a Galicia, instalándose en Pino, con su familia.
Aunque en los años 2000 ya había hecho breves incursiones en el mundo audiovisual, apareciendo brevemente en la serie de televisión Pepe el inglés y protagonizando junto a Miguel de Lira en la película Pedro eo capitán, su primer trabajo relevante en el cine llegó en 2018, cuando interpretó uno de los papeles protagonistas de la película de Xacio Baño Trote. En 2020 interpretó el papel de Couto en la película Ons, de Alfonso Zarauza, y al año siguiente Malencolía, del mismo director trabajo por el que logró el Premio Mestre Mateo al mejor actor en 2022.
En 2022 llegó su oportunidad en el cine, cuando le ofrecieron uno de los papeles protagónicos en As bestas, película de Rodrigo Sorogoyen basada en la historia real de un crimen ocurrido en Santoalla, en el municipio de Petín. Aunque inicialmente iba a tener solo un pequeño papel en la película, la salida de Pedro Alonso hizo posible que ocupara su lugar interpretando a Lorenzo Antas, trabajo por el que fue nominado al Premio Goya al Mejor Actor de Reparto, premio que finalmente recayó en su compañero Luis Zahera. As Bestas fue la gran ganadora de esta edición de los Goya, con 9 premios, y también se llevó el premio a la mejor película extranjera en los Premios César de Francia.
En 2024 se estrenó La infiltrada de Arantxa Echevarría, la historia real de una mujer de la policía nacional que pasó ocho años infiltrada en ETA en la que Diego Anido interpreta al etarra Sergio Polo.

## Teatro
- Paper Boy (2003)
- O alemán (2008)
- Cascuda (Centro Dramático Galego, 2008)
- Symon Pédícrí (2013)

## Largometrajes
- Pedro e o capitán (2008), de Pablo Iglesias Rendo, 2008). Como Pedro.
- Setembro (2008), de Xosé Manuel Bazarra Maneiro "Sepi".
- Trote (2018), de Xacio Baño. Como Luis.
- Ons (2020), de Alfonso Zarauza. Como Couto.
- Malencolía (2021), de Alfonso Zarauza.
- As bestas (2022), de Rodrigo Sorogoyen, como Lorenzo.
- La infiltrada (2024) de Arantxa Echevarría  como Sergio Polo

## Premios y nominaciones

### Premios Goya
| Año  | Categoría              | Película  | Resultado | Ref.  |
| ---- | ---------------------- | --------- | --------- | ----- |
| 2023 | Mejor actor de reparto | As bestas | Nominado  | [ 9 ] |

### Premios Maestre Mateo
| Año  | Categoría              | Película   | Resultado | Ref.  |
| ---- | ---------------------- | ---------- | --------- | ----- |
| 2021 | Mejor actor secundario | Malencolía | Ganador   | [ 6 ] |